# Władysław Majewski (redaktor)
Władysław Majewski (ur. 13 maja 1953) – polski redaktor, fizyk, dziennikarz, jeden z pionierów internetu w Polsce.

## Życiorys
Laureat 19. Olimpiady Fizycznej (1970) i 20. Olimpiady Fizycznej (1971). W 1970 uzyskał wyróżnienie, a w 1971 srebrny medal na Międzynarodowej Olimpiadzie Fizycznej. Ukończył VI Liceum Ogólnokształcące im. Tadeusza Reytana w Warszawie (1971). W 1985 był pomysłodawcą i pierwszym redaktorem naczelnym pierwszego w Polsce popularnego pisma o tematyce komputerowej „Bajtek”. W 1986 współtwórca i kierownik redakcji miesięcznika „Komputer”, którego kontynuacją był miesięcznik „PC World Komputer”. W 1987 założyciel pierwszego w Polsce węzła ogólnoświatowej amatorskiej sieci komputerowej FIDO. W 1995 roku członek założyciel stowarzyszenia Polska Społeczność Internetu, a w 2000 stowarzyszenia Internet Society Poland, którego prezesem był w latach 2004–2006. W 2016 wiceprezes tej organizacji
W okresie 1998–2008 meta-redaktor projektu The Open Directory DMOZ, w latach 1999–2002 twórca serwisu kartograficznego pilot.pl, a następnie kierownik projektu Scholaris.pl – Internetowego Centrum Zasobów Edukacyjnych MEN.
Odznaczony Srebrnym Krzyżem Zasługi za zasługi dla rozwoju informatyzacji w Polsce (2005).